# Jan Mycielski (artysta)
Jan Kazimierz Mycielski (ur. 24 czerwca 1864 w Wydawach, zm. 3 kwietnia 1913 we Florencji) – polski malarz i grafik, rolnik.

## Życiorys
Był synem Stanisława (1823–1878), właściciela dóbr Poniec, więzionego w 1848 oraz Marii z domu Turno, wnukiem Ludwika, bratem Józefa. Uczęszczał do gimnazjum we Wrocławiu, następnie kształcił się w kolegium w Anglii. Studiował na uniwersytecie w Halle, w Monachium odbył służbę wojskową. W tym okresie nawiązał kontakt z polskimi artystami zamieszkałymi w Monachium, co skłoniło go do podjęcia studiów malarskim w tamtejszej Akademii Sztuk Pięknych. Studiował także malarstwo w Szkole Sztuk Pięknych w Krakowie i u Michała Pociechy (prywatnie).
Był twórcą obrazów olejnych – krajobrazów, kwiatów, martwych natur, a także grafik, przedstawiających krajobrazy wielkopolskie i włoskie. Odbywał częste podróże do Włoch, skąd przywoził szkice i gotowe obrazy. Wystawiał m.in. w warszawskiej Zachęcie (w 1897 Zima i Widok z Reichenhall) oraz w salonie Stowarzyszenia Artystów w Poznaniu (w 1918 duża wystawa pośmiertna). Prace Mycielskiego znajdują się w zbiorach Muzeum Narodowego w Poznaniu i Muzeum w Lesznie.
Obok pracy artystycznej zajmował się gospodarowaniem w majątku Wydawy. Był patronem kółek rolniczych, działał na rzecz oświaty. Nie założył rodziny. Pochowany w Gostyniu w grobach rodzinnych.